# وینا فینگرز

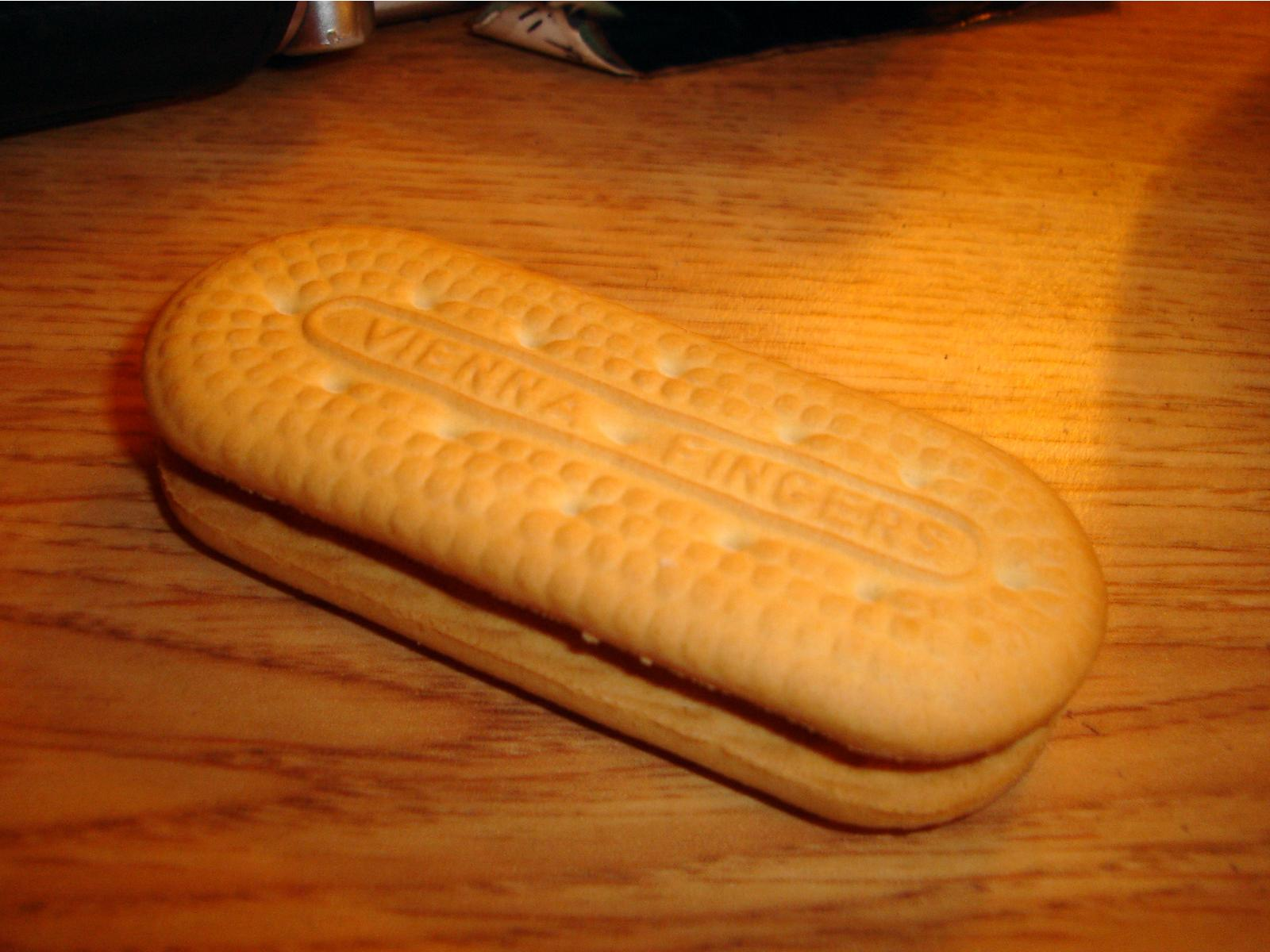
نمای نزدیک از وینا فینگرز

وینا فینگرز (انگلیسی: Vienna Fingers) یک نام تجاری آمریکایی کلوچه است که توسط شرکت کیبلر، بخشی از فریرو تولید می شود.